# Rhinopoma macinnesi
Rhinopoma macinnesi (Hayman, 1937) è un Pipistrello della famiglia dei Rinopomatidi diffuso nell'Africa orientale.

## Descrizione

### Dimensioni
Pipistrello di medie dimensioni, con la lunghezza dell'avambraccio tra 45 e 53 mm, la lunghezza della coda tra 55 e 76 mm, la lunghezza della tibia tra 20 e 24 mm, la lunghezza delle orecchie tra 11 e 20 mm e un peso fino a 11 g.

### Aspetto
La pelliccia è fine, la groppa e il basso addome sono privi di peli. Le parti dorsali sono grigio seppia, mentre le parti ventrali sono grigie. Il muso è rivolto all'insù, le narici sono valvolari e la cresta cutanea è relativamente grande. Le orecchie sono triangolari, unite sulla fronte da una membrana. Gli occhi sono relativamente grandi. Le membrane alari sono prive di peli e marroni. L'uropatagio è ridotto ad una sottile membrana lungo gli arti inferiori. I piedi sono delicati. La coda è molto più lunga dell'avambraccio.

## Biologia

### Comportamento
Si rifugia all'interno di crepacci rocciosi. Si arrampica con facilità, mantenendo la coda in posizione quasi ad angolo retto rispetto al corpo ed ondeggiandola in tutte le direzioni, probabilmente utilizzandola come organo sensoriale.

### Alimentazione
Si nutre di insetti.

## Distribuzione e habitat
Questa specie è diffusa in Etiopia e Somalia settentrionali, Kenya occidentale.
Vive nelle praterie e boscaglie semi-desertiche, boscaglie di Acacia e Commiphora fino a 500 metri di altitudine.

## Conservazione
La IUCN Red List, considerata la mancanza di informazioni sufficienti sull'areale, i requisiti ecologici, le minacce e lo stato di conservazione, classifica R.macinnesi come specie con dati insufficienti (DD).